# Romain Lemarchand
Romain Lemarchand (Longjumeau, 26 de julio de 1987) es un exciclista profesional francés.
Antes de pasarse al profesionalismo consiguió algunas victorias importantes en categoría amateur, en concreto en la especialidad de contrarreloj. Debutó en el año 2010 con el equipo continental BigMat-Auber 93 y posteriormente llegó al ciclismo de primer nivel en el equipo francés Ag2r La Mondiale donde estuvo dos temporadas.
Su padre, François Lemarchand, también fue ciclista profesional.

## Palmarés
No consiguió victorias como profesional.

## Equipos
- BigMat-Auber 93 (2010)
- Ag2r La Mondiale (2011-2012)
- Cofidis, Solutions Crédits (2013-2014)
- Cult Energy Pro Cycling (2015-2016)
  - Cult Energy Pro Cycling (2015)
  - Stölting Service Group (2016)
- Delko Marseille Provence KTM (2017)